# Rebollar (Estremadura)
Rebollar è un comune spagnolo di 248 abitanti situato nella comunità autonoma dell'Estremadura.